# منزل ويليام وماري هوزمر
منزل ويليام وماري هوزمر هو منزل تاريخي يقع في مدينة أوبورن بمقاطعة كايوجا في نيويورك، ويتألف من طابقين وثلاث خلجان، بالإضافة إلى قاعة جانبية، وهو مصمم بحسب الخصائص المعمارية للطراز اليوناني الشعبي، ويُعتقد أن بناءه بدأ في أربعينيات القرن التاسع عشر، وشهد توسعة بعد انتهاء الحرب الأهلية. كان هذا المنزل مملوكًا للمحرر والمؤلف المناهض للعبودية ويليام هوزمر.
أُدرج في السجل الوطني للأماكن التاريخية في عام 2006.